# 小林悠 (足球運動員)
小林悠（日语：／ Kobayashi Yū，1987年9月23日—），日本職業足球運動員，現效力日職球隊川崎前鋒，前日本國家足球隊成員，2017年日本職業足球聯賽年度最佳球員。

## 俱樂部生涯
出生于1987年的小林悠在年幼时受到哥哥的影响开始接触并练习足球，但一直到进入高校之前，因为身材瘦小，小林悠都一直没有被人们所重视过。中学毕业刚刚进入麻布大学附属高等学校时，小林悠曾经参加过一次川崎前锋U18梯队的选拔，但最终还是因为身体原因落选。
在高校校队，小林悠成长迅速，不仅身体素质得到了很大的提高，通过训练得来的过人的冲刺速度也成了他的一大特点。随后他在2004和2005连续两年的全國高等學校足球錦標賽中以主力边后卫的身份代表学校球队出场，并且有些不错的表现。
2006年小林悠高校毕业进入拓殖大学学习，当时大学足球部的教练发现小林悠在球场上速度非常快。于是小林悠从出道时的边后卫改打了前锋，充分的发挥了小林悠的天赋。在前锋位置上发挥得十分出色的小林悠很快就受到了职业俱乐部的注意。2008年夏天，小林悠以日职联赛特別指定選手的身份加盟日乙球队水户蜀葵，并且随即在对阵甲府风林的比赛中出场，完成了自己职业生涯的首秀。
不过在水户水葵的两个赛季小林悠并没有多少出场机会，大学生的身份让他的出场机会很少。就这样到了2010年，大学毕业的小林悠终于等来了真正属于他的机会。曾经在梯队拒绝过小林悠的川崎前锋主动向他报价。不过刚刚宣布加入川崎前锋的小林悠就受了伤，未能为球队出战，伤愈后也并没有找回状态。直到2010年9月5日，在川崎前锋对阵鹿屋体育大学的天皇杯比赛中，小林悠才打入两球，取得了自己职业生涯进球0的突破。
虽然在川崎前锋的首个赛季小林悠只代表球队出场了6次，但在加盟第二年的2011年，小林悠就成为了球队的主力选手。2011年5月3日，小林悠在对阵磐田喜悦的比赛中打进了自己在日职联赛的首粒进球，全年则为球队打进15球，其中更是有不少决定比赛胜负的关键进球。2012和2013年赛季，小林悠的进球效率略有下降，分别以8球和7球结束了赛季。
2014年他全赛季再次取得15粒进球，并且以出色的表现首次入选了日本国家队阵容，代表日本队出战了当年的“麒麟挑战杯”。2015年受到伤病的影响，小林悠出场次数减少，全赛季打进5球。
2016年摆脱伤病困扰的小林悠全赛季打进16球，并且以连续7轮进球的成绩创造了队史连续进球记录。如此出色的表现自然吸引了不少球队的目光，2016赛季结束后，有多家球队向他发来邀约但都被他拒绝，并表示自己并不会离开球队。
2017年赛季是小林悠的一个重要赛季。在这一年，小林悠从前辈中村宪刚接过队长袖标，成为川崎前锋新的队长。全赛季他各项赛事出场51次打入29球，并且以23球的联赛进球位列各位外援和日本球员之上，成为当年度日职联赛射手王。而在小林悠的出色表现的支持下，川崎前锋也在2017年赛季最后于鹿岛鹿角积分相同的情况下，凭借着净胜球的优势力压对手，拿到了队史第一个顶级联赛冠军。在年末的日职联赛奖项评选中他还一举成为最有价值球员。至此2017年赛季小林悠拿下了个人的三个冠军。
2018年赛季，已经成为球队锋线绝对主力的小林悠继续着自己的出色表现，以全年30次出场14球的成绩帮助川崎前锋卫冕成功，再次夺得日职联赛冠军。

## 國家隊生涯
小林悠在哈维尔·阿吉雷就任日本队主帅后才迎来了其国家队首秀，2014年10月10日麒麟杯1:0击败牙买加的比赛中替补出场。
2017年底，小林悠入选了哈利霍季奇的国家队征战2017年东亚杯，并在对阵中国时打入了自己国家队的首个入球。但在日本队1比4惨败于韩国的比赛下，小林悠在其第10场国家队比赛中打入处子球。

## 个人生活
小林在大学时代就开始与妻子直子交往，2012年结婚，2014年生下长子结翔。

## 獎項

### 球隊
- 日職冠軍：2017年、2018年、2020年、2021年（川崎前鋒）
- 日本聯賽盃冠軍：2019年（川崎前鋒）
- 日本超級盃冠軍：2019年、2021年（川崎前鋒）

### 個人
- 日職年度最佳球員：2017年
- 日職年度最佳陣容：2016年，2017年
- 日職年度優秀球員：2014年，2016年，2017年
- 日職最佳射手：2017年
- 日職月度MVP：2016年7月，2017年9月，2017年11月，2017年12月

## 外部連結
- 小林悠的LINE BLOG （页面存档备份，存于）
- 小林悠的Instagram帳戶
- 川崎前锋 - 队员资料 （页面存档备份，存于）
- National Football Teams （页面存档备份，存于）